# Maui Fair

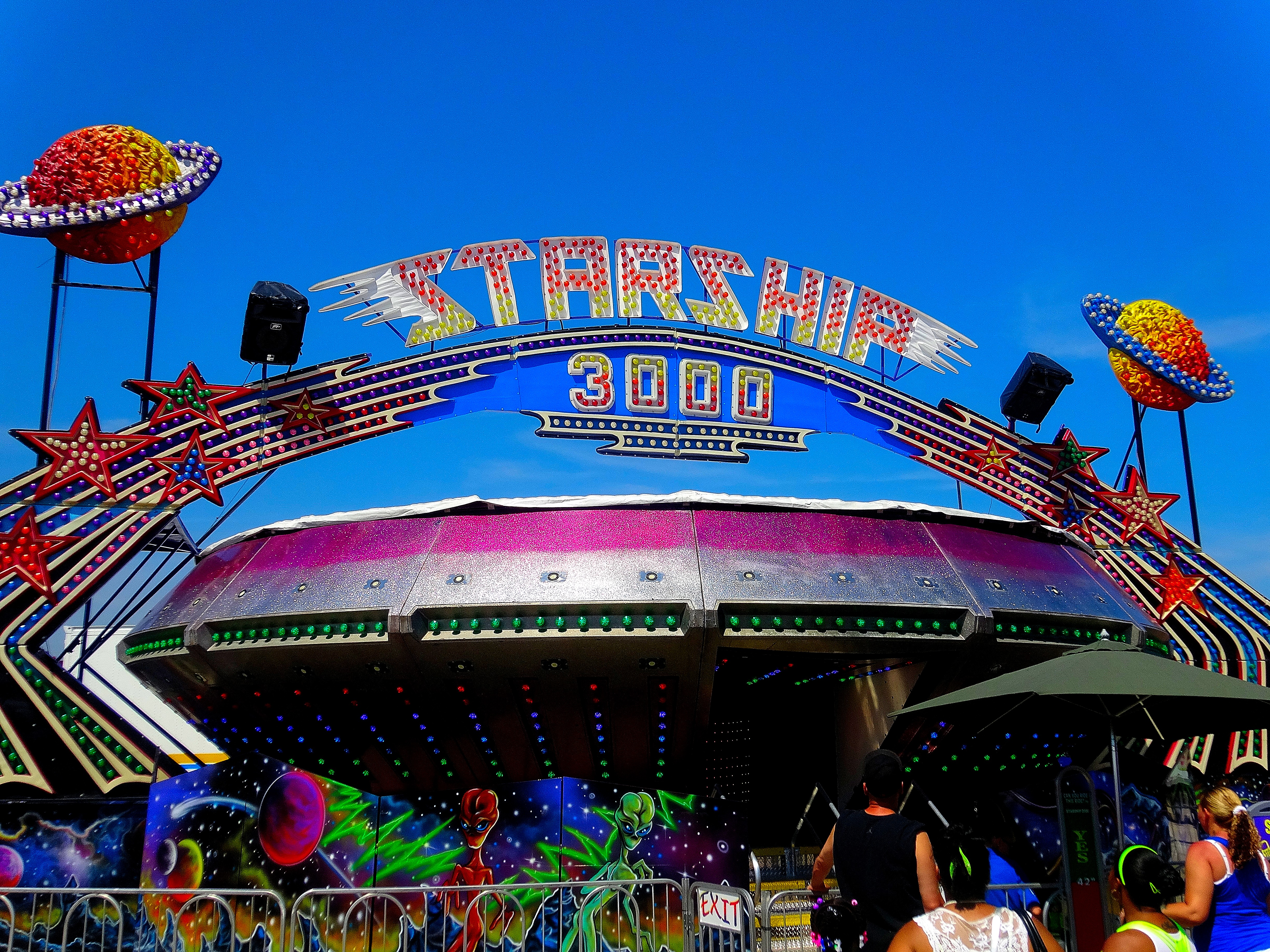
Ein Gravitron wird auf der Maui Fair unter dem Namen Area 51 aufgestellt

Die Maui Fair ist das größte Volksfest auf Maui im US-Bundesstaat Hawaii. Es ist die älteste County Fair von Hawaii und zieht bis zu 100.000 Besucher an. Sie findet jährlich an vier Tagen zwischen Ende September und Anfang Oktober im War Memorial Stadium der Doppelstadt Kahului-Wailuku statt.

## Geschichte
Die erste Maui Fair (damals noch Maui County Fair genannt) fand am 30. Oktober 1916 auf einem vier Hektar großen Gelände an der Pu’unene Avenue in Kahului statt und bestand anfangs aus einer Ansammlung weißer Zelte, in denen Kochkunst und Heimdekor ausgestellt wurden. Im Lauf der Zeit wurden immer mehr Attraktionen hinzugefügt, wie ein fünf Tonnen schwerer Elefant aus dem Honolulu Zoo und ein Wasserbüffel, die großes Interesse bei den Kindern der Plantagenarbeiter fanden. Sie wurden mit ihren Familien auf LKWs von den Plantagen zum Fest gefahren. Es begann mit einer Parade von 3000 Teilnehmern, die von einer Band aus Honolulu angeführt wurde. In den 1930er Jahren kamen Reiterinnen sowie Indianer vom Festland hinzu, die eine Wild West Show veranstalteten. 1938 führten die Ice Follies auf der ersten Schlittschuhbahn von Hawaii ihre Kunststücke vor. 1941 zog ein Schaukampf zwischen zwei Infanterieeinheiten über 5000 Zuschauer an. Es kamen über 25 Sportarten wie Pferderennen und Seifenkistenrennen, Jiu Jitsu, Boxen sowie Zirkusvorführungen mit exotischen Tieren, Tänzern und Akrobaten hinzu. In manchen Jahren fanden auch Hundeshows, Schönheitswettbewerbe, Autoshows, Baby- und Ochsenfrosch-Weitsprung-Wettbewerbe statt. 1947 zählte die Maui Fair bereits 60.000 Besucher – während Maui nur 47.000 Einwohner hatte. 2016 zog sie über 100.000 Besucher an. Sie fand mit wenigen Ausnahmen jedes Jahr statt. Seit 2020 wurde sie jedoch dreimal hintereinander abgesagt, 2022 vorwiegend wegen der stark gestiegenen Transportkosten der Fahrgeschäfte, die bei über 300.000 US-Dollar lagen. Von den Einnahmen werden auch Non-Profit-Organisationen, Kirchen und Vereine finanziert.

## Attraktionen
Die Maui Fair wird durch eine große Parade mit rund 3500 Teilnehmern von der Ka’ahumanu Avenue bis zum War Memorial Stadium eingeleitet. Neben den üblichen Fahrgeschäften wie Riesenrad, Autoscooter und Karussells findet bei den Besuchern der Food Court besonderes Interesse, in dem zahlreiche lokale Spezialitäten angeboten werden. Weitere beliebte Aktivitäten sind der Baby of the year-Wettbewerb, ein School-Art-Wettbewerb, bei dem Schulkinder für ihre Kunstwerke prämiert werden, eine Kunsthandwerks- und Gartenbauausstellung, auf der tropische Früchte gezeigt werden, sowie eine Vieh- und Geflügelausstellung.